# Gisela Brož
Gisela Antonia Brož (Brosch), también conocida como Gisela Madigan (4 de abril de 1865-Nueva York, 28 de enero de 1944) fue una artista de circo, funambulista y payasa austriaco-estadounidense.

## Trayectoria
Sus padres eran Maria Brož y su esposo, el zapatero Joseph Brož. Estudió en un convento de Transilvania y a los 15 años conoció a la familia del circo Madigan, John y Laura, que actuaban con el Circo Krembser en Viena. Brož se convirtió en su hija adoptiva y aprendió a bailar en la cuerda floja, junto a Elvira Madigan, la hija de la pareja, dos años menor.
Brož y Madigan realizaron un número en el que bailaban al mismo tiempo en cuerdas separadas, una justo encima de la otra. Durante años actuaron bajo el nombre de las «Hijas del aire» y las «Hermanas Madigan» en circos y espectáculos de variedades de Europa.
En 1886, tras una actuación ante la familia real danesa, en el Tivoli de Copenhague, el rey Cristián IX de Dinamarca les concedió una cruz de oro a cada una.  En este período, su pareja artística Elvira Madigan, tuvo un accidente y Brož tuvo que actuar en solitario y más tarde se independizó. En Copenhague, Brož conoció al artista circense alemán Alexander Braatz (1864-1914) con quien se casó en Londres en el verano de 1888.
La pareja emigró a Estados Unidos, donde fundaron, junto con el hermano de Braatz, un grupo de payasos musicales llamado «Barra Troupe»; con el que realizaron giras por Estados Unidos y Europa.
Brož y su marido obtuvieron la nacionalidad estadounidense en 1894. Braatz murió hacia 1914 y Brož vivió como viuda en Nueva York hasta su muerte en 1944. La pareja tuvo dos hijos, Alice (1888) y Walther (1891).